# Scoturius trigris
Scoturius trigris är en spindelart som beskrevs av Simon 1901. Scoturius trigris ingår i släktet Scoturius och familjen hoppspindlar. Inga underarter finns listade i Catalogue of Life.